# Wilberth Barquero
Wilberth Manuel de Jesús Barquero Méndez (Quepos; 23 de diciembre de 1949) es un exfutbolista costarricense que se desempeñaba como lateral izquierdo.

## Trayectoria
En 1968 estuvo en las categorías inferiores del Deportivo Saprissa y dos años después debutó en la Primera División con el equipo mayor.
Era un defensa goleador y desde la temporada 1972, hasta la de 1977, ganó los seis títulos de liga, logrando hasta la fecha el único hexacampeonato nacional de un club costarricense. Con los morados se mantuvo hasta 1982, ya por una lesión en el tobillo no pudo continuar su carrera.

## Selección nacional
En los Juegos Panamericanos de 1975, fue eliminado en la segunda ronda tras caer en su grupo ante México por un escandaloso resultado de 7-0. Curiosamente, dos meses antes, de igual manera había caído ante México, esta vez en la Copa Ciudad de México 1975.

### Participaciones internacionales
| Torneo                          | Categoría | Sede   | Resultado     | Part. | Goles |
| ------------------------------- | --------- | ------ | ------------- | ----- | ----- |
| Juegos Panamericanos de 1975    | Amateur   | México | Cuarto puesto | 3     | 0     |
| Preolímpico de Concacaf de 1976 | Amateur   | Varias | Segunda ronda | 3     | 0     |
| Preolímpico de Concacaf de 1980 | Amateur   | Varias | Campeón       | 2     | 0     |

## Palmarés

### Títulos nacionales
| Título               | Equipo   | País       | Año  |
| -------------------- | -------- | ---------- | ---- |
| Primera División     | Saprissa | Costa Rica | 1972 |
| Torneo de Copa       | Saprissa | Costa Rica | 1972 |
| Primera División     | Saprissa | Costa Rica | 1973 |
| Primera División     | Saprissa | Costa Rica | 1974 |
| Primera División     | Saprissa | Costa Rica | 1975 |
| Campeón de Campeones | Saprissa | Costa Rica | 1976 |
| Primera División     | Saprissa | Costa Rica | 1976 |
| Primera División     | Saprissa | Costa Rica | 1977 |

### Títulos internacionales
| Título                           | Equipo (*) | País     | Año  |
| -------------------------------- | ---------- | -------- | ---- |
| Copa Fraternidad Centroamericana | Saprissa   | San José | 1972 |
| Copa Fraternidad Centroamericana | Saprissa   | San José | 1973 |
| Copa Fraternidad Centroamericana | Saprissa   | San José | 1978 |
| Preolímpico de Concacaf          | Costa Rica | Varias   | 1980 |

(*) Incluyendo la selección.